# Râul Sadu, Jiu
Râul Sadu este un curs de apă, afluent al râului Jiu. 